# Peperomia cainarachiana
Peperomia cainarachiana är en pepparväxtart som beskrevs av Truman George Yuncker. Peperomia cainarachiana ingår i släktet peperomior, och familjen pepparväxter. Inga underarter finns listade i Catalogue of Life.